# Wafelijzerpolitiek

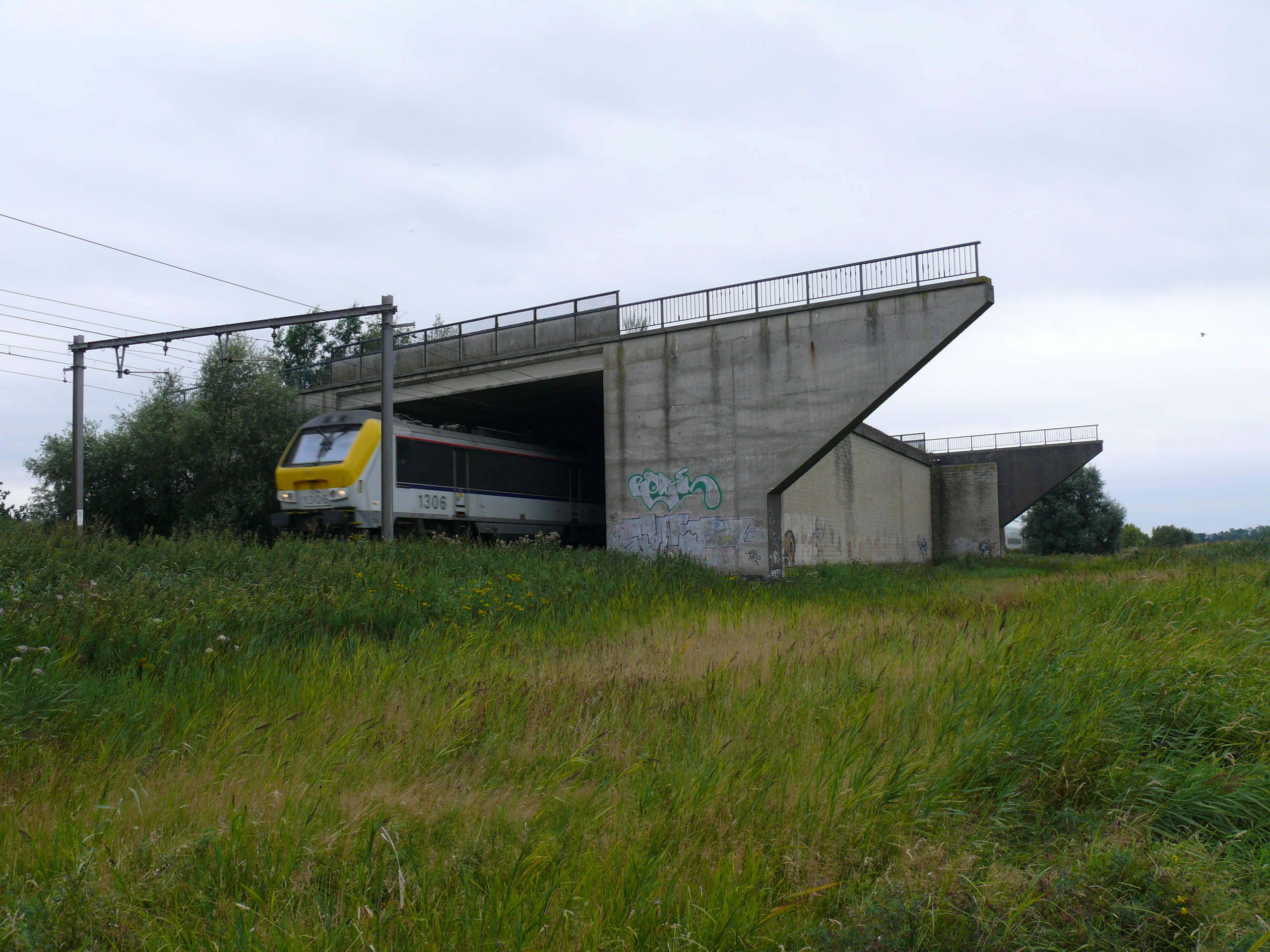
Voorbeeld van wafelijzerpolitiek: ongebruikte spoorwegbrug (Varsenare) over het spoor Oostende-Brugge. Onderdeel van de nooit gebouwde westelijke tak naast Brugge van de A17.(inmiddels verdwenen)

Onder wafelijzerpolitiek verstaat men een budgetteringsmethode in de Belgische politiek tot ongeveer 1988 voor het toewijzen van gelden voor grote projecten in de twee landsdelen, Vlaanderen en Wallonië.
Om geen van beide groepen (de Walen en de Vlamingen) aan weerszijden van de taalgrens tekort te doen, werd het geld van de openbare werken in een 50-50-verhouding verdeeld. Als geld beschikbaar werd gesteld voor een Waals project, dan moest er evenveel geld uitgegeven worden aan een vergelijkbaar Vlaams project en andersom. Al was het niet altijd exact 50/50. 
Door deze politiek kreeg één van beide zijden van de taalgrens vaak meer dan daadwerkelijk noodzakelijk was. Daarom wordt de wafelijzerpolitiek door velen gezien als de oorzaak van de relatief grote Belgische staatsschuld en het achterwege blijven van noodzakelijke overheidsinvesteringen als gevolg van het koekoekseffect.
Na de derde staatshervorming in 1988, toen de gewesten zelf verantwoordelijk werden voor hun uitgaven, is de wafelijzerpolitiek grotendeels verdwenen. Voor zaken die onder de federale regering vallen zoals het spoor, wordt nog steeds de wafelijzerpolitiek gehanteerd. De investeringen in het Belgische spoor worden verdeeld in een verhouding van 60-40 (60% Vlaanderen - 40% Wallonië).
De wafelijzerpolitiek kan ook de vorming van grote nutteloze werken in de hand werken: zo kreeg Wallonië een aanvankelijk nutteloos omleidingskanaal (het zgn. 'nieuwe centrumkanaal') mét de Scheepslift van Strépy-Thieu naast het oude Centrumkanaal omdat Vlaanderen de Tweede Grote Havenuitbreiding van Zeebrugge kreeg.
Een ander bekend voorbeeld van wafelijzerpolitiek was de bestelling van 103 streektrams bij Belgische tramfabriek La Brugeoise et Nivelles (BN) in Brugge. 54 daarvan zouden naar Charleroi gaan en 49 naar de Vlaamse kusttram. Voor de Vlaamse kust was dat meer dan voldoende om een gewone dienstregeling uit te voeren: voor een 10-minutendienst in de zomer zijn maar maximaal 30 trams nodig, voor Charleroi was in die tijd 15 ruim voldoende.
In het najaar van 2008 kwam dit procedé nogmaals ter sprake op de ministerraad bij het toekennen van overheidsgeld voor de KBC. De Franstaligen, met name de Parti Socialiste (PS), eisten toen een compensatie voor de Waalse vliegtuigonderdelenbouwer SONACA in ruil voor de kapitaalinjectie van 3,5 miljard euro bij de als Vlaamse onderneming betitelde KBC.
Ook de Universiteit Hasselt is een voorbeeld van dit fenomeen. Toen de stad Bergen de toelating verkreeg om een universiteit te huisvesten, drong Steve Stevaert erop aan dat Limburg hetzelfde zou krijgen.